# Nati nel 1990/Settembre
| Questa pagina contiene informazioni ricavate automaticamente dalle voci biografiche con l'ausilio del template Bio e di un bot. L'aggiornamento è periodico e automatico e ricostruisce completamente la pagina. Se manca una persona in questa lista, sei pregato di non aggiungerla, ma accertati piuttosto che la sua voce biografica contenga il template Bio e che i dati anagrafici siano correttamente compilati. Se il template Bio manca, inseriscilo tu stesso o, in alternativa, metti l'avviso {{tmp\|Bio}} che ne segnala la mancanza. Se i dati riportati sono sbagliati, correggi direttamente la voce biografica; le modifiche saranno visibili in questa lista entro pochi giorni. Per chiarimenti vedi il progetto biografie. La lista contiene solo le 505 persone che sono citate nell'enciclopedia e per le quali è stato implementato correttamente il template Bio. Pagina aggiornata al 10 ago 2025. |

- 1º settembre - Scherri-Lee Biggs, modella australiana
- 1º settembre - Giacomo Bini, pallanuotista italiano
- 1º settembre - Francesco Manuel Bongiorno, ex ciclista su strada italiano
- 1º settembre - Cyril Carrillo, pilota motociclistico francese
- 1º settembre - Luca De Aliprandini, sciatore alpino italiano
- 1º settembre - Bojan Dubajić, ex calciatore serbo
- 1º settembre - Ann Sophie, cantante e compositrice tedesca
- 1º settembre - Miguel Haabo, calciatore francese
- 1º settembre - Michael Hefele, ex calciatore tedesco
- 1º settembre - Aminath Rouya Hussain, ex nuotatrice maldiviana
- 1º settembre - Guélor Kanga, calciatore gabonese
- 1º settembre - Aisling Loftus, attrice britannica
- 1º settembre - Mike Martin, giocatore di football americano statunitense
- 1º settembre - Elisabeth Pavel, cestista rumena
- 1º settembre - Federico Pellegrino, fondista italiano
- 1º settembre - Iva Pezuashvili, scrittore e sceneggiatore georgiano
- 1º settembre - Mélanie René, cantante svizzera
- 1º settembre - Yūji Senuma, calciatore giapponese
- 1º settembre - Ben Seymour, rugbista a 15 australiano
- 1º settembre - Stanislav Tecl, ex calciatore ceco
- 1º settembre - Yang Xiaoli, pugile cinese
- 2 settembre - Maria Grazia Alemanno, sollevatrice italiana
- 2 settembre - Carolina Arias, calciatrice colombiana
- 2 settembre - Kyle Bekker, calciatore canadese
- 2 settembre - Marcus Ericsson, pilota automobilistico svedese
- 2 settembre - Harmony Ikande, calciatore nigeriano
- 2 settembre - Muhamed Keita, calciatore norvegese
- 2 settembre - Lawrence Kimaiyo, maratoneta keniota
- 2 settembre - Tala Rafe Luvu, calciatore samoano americano
- 2 settembre - Yūsuke Maruhashi, ex calciatore giapponese
- 2 settembre - Bruce Massey, cestista statunitense
- 2 settembre - Darren Mattocks, ex calciatore giamaicano
- 2 settembre - Siraj Nasser, calciatore israeliano
- 2 settembre - Medžit Neziri, calciatore macedone
- 2 settembre - Dawda Ngum, calciatore gambiano
- 2 settembre - Cristian Palacios, calciatore uruguaiano
- 2 settembre - Ralf Palik, slittinista tedesco
- 2 settembre - Merritt Patterson, attrice canadese
- 2 settembre - Charline van Snick, judoka belga
- 2 settembre - Ash Taylor, calciatore gallese
- 2 settembre - Volodymyr Zastavnyj, calciatore ucraino
- 3 settembre - Alvarinho, calciatore portoghese
- 3 settembre - Marcus Astvald, calciatore svedese
- 3 settembre - Leyvin Balanta, calciatore colombiano
- 3 settembre - Egzon Belica, calciatore macedone
- 3 settembre - Bianca Bin, attrice brasiliana
- 3 settembre - Ren Harvieu, cantautrice britannica
- 3 settembre - Jonathan Heris, calciatore belga
- 3 settembre - Marcel Holzmann, calciatore austriaco
- 3 settembre - Lee Joo-woo, attrice sudcoreana
- 3 settembre - Iza, cantautrice e conduttrice televisiva brasiliana
- 3 settembre - Furkan Özçal, ex calciatore turco
- 3 settembre - Rozanna Purcell, modella irlandese
- 3 settembre - Erin Rooney, ex cestista neozelandese
- 3 settembre - Vanesa Santana, calciatrice argentina
- 3 settembre - Rita Volk, attrice uzbeka
- 3 settembre - Romano Zanella, giocatore di football americano svizzero
- 4 settembre - James Bay, cantautore e chitarrista britannico
- 4 settembre - Jevhen Budnik, calciatore ucraino
- 4 settembre - Konstantin Bulanov, cestista russo
- 4 settembre - Paula Bzura, pattinatrice di short track polacca
- 4 settembre - Francisco Castro Gamboa, ex calciatore cileno
- 4 settembre - Maud Catry, pallavolista belga
- 4 settembre - Antonio Celentano, giocatore di calcio a 5 italiano
- 4 settembre - Ol'ha Charlan, schermitrice ucraina
- 4 settembre - Stefanía Fernández, modella venezuelana
- 4 settembre - Kammeon Holsey, cestista statunitense
- 4 settembre - Remi Johansen, calciatore norvegese
- 4 settembre - Yuria Obara, ex calciatrice giapponese
- 4 settembre - Israel Sesay, ex calciatore sierraleonese
- 4 settembre - Dávid Vojvoda, cestista ungherese
- 4 settembre - Danny Worsnop, cantante e musicista britannico
- 4 settembre - Chisato Yokota, pallavolista giapponese
- 5 settembre - Agnès Hurstel, attrice, comica e conduttrice radiofonica francese
- 5 settembre - Alicia Banit, attrice australiana
- 5 settembre - Anselmo Eyegue, calciatore equatoguineano
- 5 settembre - Angy Fernández, cantante e attrice spagnola
- 5 settembre - Oksana Kalašnikova, tennista georgiana
- 5 settembre - Kim Yuna, ex pattinatrice artistica su ghiaccio sudcoreana
- 5 settembre - Ko Mu-yeol, calciatore sudcoreano
- 5 settembre - Marija Komissarova, ex sciatrice freestyle russa
- 5 settembre - Zach Moore, giocatore di football americano statunitense
- 5 settembre - Sotirios Papagiannopoulos, calciatore svedese
- 5 settembre - Hania Rani, pianista, compositrice e cantante polacca
- 5 settembre - Bianca Rowland, ex pallavolista statunitense
- 5 settembre - Francesca Segarelli, ex tennista italiana
- 5 settembre - Lance Stephenson, cestista statunitense
- 5 settembre - Franco Zuculini, dirigente sportivo e ex calciatore argentino
- 6 settembre - Maximilian Beister, ex calciatore tedesco
- 6 settembre - Takanyi Garanganga, tennista zimbabwese
- 6 settembre - Nikki Greene, cestista statunitense
- 6 settembre - Sophie Kennedy Clark, attrice scozzese
- 6 settembre - Katarzyna Krawczyk, lottatrice polacca
- 6 settembre - Finn Hågen Krogh, fondista norvegese
- 6 settembre - Ilaria Savioli, ex pallanuotista italiana
- 6 settembre - Martina Savioli, pallanuotista italiana
- 6 settembre - Jordi Simón, ex ciclista su strada spagnolo
- 6 settembre - Marco Sørensen, pilota automobilistico danese
- 6 settembre - John Wall, cestista statunitense
- 6 settembre - Xu Jing, arciera cinese
- 7 settembre - Cristhian Britos, calciatore uruguaiano
- 7 settembre - Fang Shuo, cestista cinese
- 7 settembre - Filippo Ferrarini, ex rugbista a 15 italiano
- 7 settembre - André Fomitschow, calciatore tedesco
- 7 settembre - Libor Hudáček, hockeista su ghiaccio slovacco
- 7 settembre - David Jelínek, cestista ceco
- 7 settembre - Boualem Khoukhi, calciatore algerino
- 7 settembre - Fëdor Klimov, pattinatore artistico su ghiaccio russo
- 7 settembre - Georgi Kostadinov, calciatore bulgaro
- 7 settembre - Íñigo Peña, canoista spagnolo
- 7 settembre - Daniele Piller Roner, ex biatleta e fondista italiano
- 7 settembre - Valentin Porte, pallamanista francese
- 7 settembre - Yasemen Saylar, ex cestista turca
- 7 settembre - Luca Zufferli, arbitro di calcio italiano
- 8 settembre - Piero Baffi, ex ciclista su strada e pistard italiano
- 8 settembre - Matt Barkley, giocatore di football americano statunitense
- 8 settembre - Maks Bars'kych, cantante ucraino
- 8 settembre - Ivan Carmellino, pilota di rally italiano
- 8 settembre - Gerrit Cole, giocatore di baseball statunitense
- 8 settembre - Matthew Dellavedova, cestista australiano
- 8 settembre - Pierre Desir, giocatore di football americano haitiano
- 8 settembre - Néstor Duarte, calciatore peruviano
- 8 settembre - Tyler Eifert, giocatore di football americano statunitense
- 8 settembre - Ėmin Garibov, ex ginnasta russo
- 8 settembre - Sylvester Igboun, ex calciatore nigeriano
- 8 settembre - Michal Kempný, hockeista su ghiaccio ceco
- 8 settembre - Evgenija Lalenkova, pattinatrice di velocità su ghiaccio russa
- 8 settembre - Germán Lesman, calciatore argentino
- 8 settembre - Christian Samir Martínez, ex calciatore honduregno
- 8 settembre - Monica Moling, calciatrice italiana
- 8 settembre - Sergej Mudrov, altista russo
- 8 settembre - Victor Neves Rangel, calciatore brasiliano
- 8 settembre - Musa Nizam, ex calciatore turco
- 8 settembre - Ella Rae Peck, attrice statunitense
- 8 settembre - Ivica Radić, cestista croato
- 8 settembre - Tokelo Rantie, ex calciatore sudafricano
- 8 settembre - Mychal Rivera, ex giocatore di football americano statunitense
- 8 settembre - Jamal Seeto, calciatore papuano
- 8 settembre - Pål Erik Ulvestad, calciatore norvegese
- 8 settembre - José Manuel Velázquez, calciatore venezuelano
- 8 settembre - Jay Weinberg, batterista statunitense
- 9 settembre - Sergej Abramov, giocatore di calcio a 5 russo
- 9 settembre - Mohamed Al Romaihi, calciatore bahreinita
- 9 settembre - Samantha Michela Capitoni, attrice italiana
- 9 settembre - Félix Crisanto, calciatore honduregno
- 9 settembre - Ophélie-Cyrielle Étienne, ex nuotatrice francese
- 9 settembre - Billy Hamilton, giocatore di baseball statunitense
- 9 settembre - Igor Ivanović, calciatore montenegrino
- 9 settembre - Dejan Kravić, cestista serbo
- 9 settembre - Greta Manuzi, cantante italiana
- 9 settembre - Mario Maslać, calciatore serbo
- 9 settembre - Vasco Regini, allenatore di calcio e ex calciatore italiano
- 9 settembre - Haley Reinhart, cantautrice statunitense
- 9 settembre - Andrew Smith, cestista statunitense († 2016)
- 9 settembre - Élvis Vieira Araújo, calciatore brasiliano
- 10 settembre - Abdulaziz Hussain, calciatore emiratino
- 10 settembre - André Almeida, ex calciatore portoghese
- 10 settembre - Tommy Bohanon, giocatore di football americano statunitense
- 10 settembre - Mads Fenger, calciatore danese
- 10 settembre - Quint Jansen, calciatore olandese
- 10 settembre - Renan Lenz, cestista brasiliano
- 10 settembre - Eddy Martin, attore statunitense
- 10 settembre - Chandler Massey, attore statunitense
- 10 settembre - Ørjan Nyland, calciatore norvegese
- 10 settembre - So Tae-song, ex calciatore nordcoreano
- 10 settembre - Joyce Sombroek, ex hockeista su prato olandese
- 10 settembre - Toni Tipurić, ex calciatore austriaco
- 10 settembre - Marko Vukasović, calciatore montenegrino
- 11 settembre - Tom Aldred, calciatore inglese
- 11 settembre - David Bass, ex giocatore di football americano statunitense
- 11 settembre - Giuliano Bendinelli, giocatore di poker italiano
- 11 settembre - Jo Inge Berget, calciatore norvegese
- 11 settembre - Nelson Bonilla, calciatore salvadoregno
- 11 settembre - Jorge Castro, calciatore costaricano
- 11 settembre - Jesper Florén, ex calciatore svedese
- 11 settembre - Damar Forbes, lunghista giamaicano
- 11 settembre - Elliott Frear, calciatore inglese
- 11 settembre - Henry Hopper, attore statunitense
- 11 settembre - Cursty Jackson, pallavolista statunitense
- 11 settembre - Iskra Lawrence, modella britannica
- 11 settembre - Andreas Ludwig, calciatore tedesco
- 11 settembre - Chadrack Lufile, ex cestista della Repubblica Democratica del Congo
- 11 settembre - Rui Pedro Coimbra Chaves, calciatore portoghese
- 11 settembre - Enes Sipović, ex calciatore bosniaco
- 11 settembre - Adam Straith, ex calciatore canadese
- 11 settembre - Cassandra Tate, ostacolista e velocista statunitense
- 11 settembre - Inna Tražukova, lottatrice russa
- 12 settembre - Robert Guri Baqaj, ex calciatore svedese
- 12 settembre - Diane Borg, ex velocista maltese
- 12 settembre - Anya Corke, scacchista hongkonghese
- 12 settembre - Sadio Doumbia, tennista francese
- 12 settembre - Ju Jong-chol, calciatore nordcoreano
- 12 settembre - Reneta Kamberova, ginnasta bulgara
- 12 settembre - Yūji Kunimoto, pilota automobilistico giapponese
- 12 settembre - Cristian Lema, calciatore argentino
- 12 settembre - Roberto Lipari, comico, conduttore televisivo e attore italiano
- 12 settembre - Martin Mikovič, calciatore slovacco
- 12 settembre - Jonathan Obika, ex calciatore inglese
- 12 settembre - Mario Saldívar, calciatore paraguaiano
- 12 settembre - Raphael Vassanelli, hockeista su ghiaccio svizzero
- 12 settembre - Sergio Velázquez, ex calciatore argentino
- 13 settembre - Tiago Almeida, calciatore portoghese
- 13 settembre - Jamie Anderson, snowboarder statunitense
- 13 settembre - Tomaz Braga, giocatore di calcio a 5 brasiliano
- 13 settembre - Kenan Horić, calciatore bosniaco
- 13 settembre - Jakub Jáně, canoista ceco
- 13 settembre - Sergio Llorente, cestista spagnolo
- 13 settembre - Miloš Lopičić, cestista montenegrino
- 13 settembre - Lebogang Manyama, ex calciatore sudafricano
- 13 settembre - A.J. McCarron, giocatore di football americano statunitense
- 13 settembre - Atsutaka Nakamura, calciatore giapponese
- 13 settembre - Luciano Narsingh, calciatore olandese
- 13 settembre - Fransy Ochoa, ex cestista cubana
- 13 settembre - Marko Pršić, giocatore di calcio a 5 serbo
- 13 settembre - Aleksandra Skochilenko, artista e attivista russa
- 13 settembre - Adam Žampa, sciatore alpino slovacco
- 14 settembre - Roberto Acuña, cestista argentino
- 14 settembre - Lolly Adefope, attrice e comica britannica
- 14 settembre - Enoch Adu, calciatore ghanese
- 14 settembre - Caterina Barbieri, compositrice e musicista italiana
- 14 settembre - Nicola Belardo, ex rugbista a 15 italiano
- 14 settembre - Giannīs Dīmakos, cestista greco
- 14 settembre - Douglas Costa, calciatore brasiliano
- 14 settembre - Petar Filipović, calciatore tedesco
- 14 settembre - Santiago Damián García, calciatore uruguaiano († 2021)
- 14 settembre - Eivind Henriksen, martellista norvegese
- 14 settembre - Belinda Hocking, ex nuotatrice australiana
- 14 settembre - Jung Jae-yong, calciatore sudcoreano
- 14 settembre - Jucilene de Lima, giavellottista brasiliana
- 14 settembre - Alex Lowes, pilota motociclistico britannico
- 14 settembre - Sam Lowes, pilota motociclistico britannico
- 14 settembre - Tamás Mezei, pallanuotista ungherese
- 14 settembre - Hirotaka Mita, calciatore giapponese
- 14 settembre - James Okwuosa, calciatore nigeriano
- 14 settembre - Juwon Oshaniwa, ex calciatore nigeriano
- 14 settembre - Park Ha-na, ex cestista sudcoreana
- 14 settembre - Cecilie Pedersen, calciatrice norvegese
- 14 settembre - Daniel Souza de Jesus, ex calciatore brasiliano
- 14 settembre - Steven Strother, ex giocatore di football americano statunitense
- 14 settembre - Romain Taofifénua, rugbista a 15 francese
- 14 settembre - Marina Vasilevskaja, cosmonauta bielorussa
- 14 settembre - Earl Watson, cestista statunitense
- 14 settembre - Muammer Yıldırım, calciatore turco
- 15 settembre - Luke Baldwin, rugbista a 15 inglese
- 15 settembre - Pedro Bigas, calciatore spagnolo
- 15 settembre - Yesus Cabrera, calciatore colombiano
- 15 settembre - Carlos Hernández Alarcón, calciatore spagnolo
- 15 settembre - Roy Jans, ciclista su strada belga
- 15 settembre - Gwyneth Keyworth, attrice britannica
- 15 settembre - Darko Lazović, calciatore serbo
- 15 settembre - Marco Lo Bianco, pallavolista italiano
- 15 settembre - Simone Manigrasso, atleta paralimpico italiano
- 15 settembre - Aaron Mooy, ex calciatore australiano
- 15 settembre - Ayako Moriya, principessa giapponese
- 15 settembre - Darko Nikač, calciatore montenegrino
- 15 settembre - Chamseddine Rahmani, calciatore algerino
- 15 settembre - Pedro Sass, calciatore brasiliano
- 15 settembre - Matt Shively, attore e doppiatore statunitense
- 15 settembre - Pavla Švrdlíková, ex cestista ceca
- 15 settembre - Bazu Worku, maratoneta e mezzofondista etiope
- 16 settembre - Jean Barrientos, calciatore uruguaiano
- 16 settembre - Karim Boudiaf, calciatore algerino
- 16 settembre - Antonia Göransson, ex calciatrice svedese
- 16 settembre - Todd Harrity, giocatore di squash statunitense
- 16 settembre - Tommaso Iannone, ex rugbista a 15 italiano
- 16 settembre - Oliver Naesen, ciclista su strada belga
- 16 settembre - Matilde Ortiz, pallanuotista spagnola
- 16 settembre - Amedej Vetrih, ex calciatore sloveno
- 16 settembre - Antje Von Seydlitz-Kurzbach, canottiera canadese
- 17 settembre - Renae Ayris, modella australiana
- 17 settembre - Jahir Barraza, calciatore messicano
- 17 settembre - Troy Anthony Brown, ex calciatore gallese
- 17 settembre - Jazmin Carlin, ex nuotatrice britannica
- 17 settembre - Ivan Čović, calciatore croato
- 17 settembre - Kamil Gradek, ciclista su strada polacco
- 17 settembre - Hong Chul, calciatore sudcoreano
- 17 settembre - Songezo Jim, ex ciclista su strada sudafricano
- 17 settembre - Josué Pesqueira, calciatore portoghese
- 17 settembre - Ronnell Lewis, ex giocatore di football americano statunitense
- 17 settembre - Mihajlo Mitić, pallavolista serbo
- 17 settembre - Tim Myers, calciatore neozelandese
- 17 settembre - Raúl Nava, ex calciatore messicano
- 17 settembre - Lorenzo Piqué, calciatore olandese
- 17 settembre - Bradley Randle, giocatore di football americano statunitense
- 17 settembre - Theo Reinhardt, ex pistard e ex ciclista su strada tedesco
- 17 settembre - Ornella Santana, cestista argentina
- 17 settembre - Sean Scannell, calciatore inglese
- 17 settembre - Marcus Semien, giocatore di baseball statunitense
- 17 settembre - Nia Sharma, attrice indiana
- 17 settembre - Giorgi Tekturmanidze, ex calciatore georgiano
- 17 settembre - Stephan Zwierschitz, calciatore austriaco
- 18 settembre - Anice Badri, calciatore francese
- 18 settembre - Maxim Bouchard, tuffatore canadese
- 18 settembre - Ali Ghorbani, calciatore iraniano
- 18 settembre - Lewis Holtby, calciatore tedesco
- 18 settembre - Jayron Hosley, giocatore di football americano statunitense
- 18 settembre - Denis Jarcev, judoka russo
- 18 settembre - Fernando Llorente Mañas, calciatore spagnolo
- 18 settembre - Massimo Martino, allenatore di calcio e ex calciatore lussemburghese
- 18 settembre - Slobodan Miljanić, cestista montenegrino
- 18 settembre - Cristina Ouviña, cestista spagnola
- 18 settembre - Faty Papy, calciatore burundese († 2019)
- 18 settembre - Grégory Pastel, calciatore francese
- 18 settembre - Marco Pérez Murillo, calciatore colombiano
- 18 settembre - Gonzalo Rodríguez, calciatore argentino
- 18 settembre - Gökhan Şirin, cestista turco
- 18 settembre - Michael Smith, giocatore di freccette inglese
- 19 settembre - Ahmet Ataýew, calciatore turkmeno
- 19 settembre - Rômulo Borges Monteiro, calciatore brasiliano
- 19 settembre - Stef Broenink, canottiere olandese
- 19 settembre - Pedro Coronas, calciatore portoghese
- 19 settembre - Julija Džyma, biatleta ucraina
- 19 settembre - Mário Fernandes, calciatore brasiliano
- 19 settembre - Saki Fukuda, attrice e cantante giapponese
- 19 settembre - Viktor Galović, ex tennista croato
- 19 settembre - Stephon Gilmore, giocatore di football americano statunitense
- 19 settembre - Savvas Gkentsoglou, ex calciatore greco
- 19 settembre - Josuha Guilavogui, calciatore francese
- 19 settembre - Dominik Hofbauer, ex calciatore austriaco
- 19 settembre - Raquel Infante, calciatrice portoghese
- 19 settembre - Aaron Maund, ex calciatore statunitense
- 19 settembre - Evgenij Novikov, pilota di rally russo
- 19 settembre - Petteri Pennanen, calciatore finlandese
- 19 settembre - Łukasz Pieniążek, pilota di rally polacco
- 19 settembre - Vojtěch Přeučil, calciatore ceco
- 19 settembre - Mohamed Safwat, tennista egiziano
- 19 settembre - Charles Sims, giocatore di football americano statunitense
- 19 settembre - Alexis Tanghe, cestista francese
- 19 settembre - Kieran Trippier, calciatore inglese
- 19 settembre - Alex Wilson, velocista giamaicano
- 20 settembre - Yair Bonnin, calciatore argentino
- 20 settembre - Marilou, cantante canadese
- 20 settembre - Giacomo Casserini, hockeista su ghiaccio svizzero
- 20 settembre - Renaldo Dixon, cestista canadese
- 20 settembre - Pedro Tanausú Domínguez Placeres, calciatore spagnolo
- 20 settembre - Waylon Francis, calciatore costaricano
- 20 settembre - Ken Giles, giocatore di baseball statunitense
- 20 settembre - Ferrakohn Hall, ex cestista statunitense
- 20 settembre - Donatas Motiejūnas, cestista lituano
- 20 settembre - Jonas Nay, attore e musicista tedesco
- 20 settembre - Phillip Phillips, cantautore statunitense
- 20 settembre - Franz Alice Stern, ingegnere, compositore e disc jockey italiano
- 20 settembre - John Tavares, hockeista su ghiaccio canadese
- 20 settembre - Desmond Trufant, giocatore di football americano statunitense
- 20 settembre - Michael Williams, giocatore di football americano statunitense
- 21 settembre - Al-Farouq Aminu, ex cestista nigeriano
- 21 settembre - Danny Batth, calciatore inglese
- 21 settembre - Rob Cross, giocatore di freccette inglese
- 21 settembre - Catalina Escobar, ginnasta colombiana
- 21 settembre - Mickaël Firmin, ex calciatore francese
- 21 settembre - Matías Fissore, calciatore argentino
- 21 settembre - Colby Granstrom, ex sciatore alpino statunitense
- 21 settembre - Joséphine Jacques-André-Coquin, schermitrice francese
- 21 settembre - Arianne Jones, slittinista canadese
- 21 settembre - Anastasios Karamanos, calciatore greco
- 21 settembre - Josip Kvesić, calciatore bosniaco
- 21 settembre - Momčilo Mrkaić, calciatore bosniaco
- 21 settembre - Florent Ramseier, cestista francese
- 21 settembre - Allison Scagliotti-Smith, attrice statunitense
- 21 settembre - Christian Serratos, attrice e modella statunitense
- 21 settembre - Steven Terrell, giocatore di football americano statunitense
- 21 settembre - David Wear, ex cestista statunitense
- 21 settembre - Travis Wear, ex cestista statunitense
- 21 settembre - Yao Jie, astista cinese
- 22 settembre - Akın Akınözü, attore turco
- 22 settembre - Hamadi Al Ghaddioui, calciatore tedesco
- 22 settembre - Jakob Ankersen, ex calciatore danese
- 22 settembre - Peter Ankersen, calciatore danese
- 22 settembre - Andrea Casella, cestista italiano
- 22 settembre - Léo, calciatore brasiliano
- 22 settembre - Ēdgar Malak'yan, calciatore armeno
- 22 settembre - Miquel Nelom, ex calciatore olandese
- 22 settembre - Denard Robinson, ex giocatore di football americano e allenatore di football americano statunitense
- 22 settembre - Hannah Shaw, cestista britannica
- 22 settembre - Mervin Tran, pattinatore artistico su ghiaccio canadese
- 22 settembre - Kanae Yamabe, judoka giapponese
- 22 settembre - Laurent Évrard, ciclista su strada belga
- 23 settembre - Noah Akwu, velocista nigeriano
- 23 settembre - Marigona Dragusha, modella kosovara
- 23 settembre - Paul Edingue Ekane, ex nuotatore camerunese
- 23 settembre - Sabrina Kyle, wrestler canadese
- 23 settembre - Ardit Shehaj, ex calciatore albanese
- 23 settembre - Sanjar Shoahmedov, calciatore uzbeko
- 23 settembre - Delilah, cantautrice britannica
- 23 settembre - Sui He, modella cinese
- 23 settembre - Kōsuke Taketomi, calciatore giapponese
- 23 settembre - Çağatay Ulusoy, attore e modello turco
- 23 settembre - Diego Viamontes, giocatore di football americano messicano
- 24 settembre - Jasmien Biebauw, pallavolista belga
- 24 settembre - Andrea Boquete, cestista argentina
- 24 settembre - Martin Broberg, ex calciatore svedese
- 24 settembre - Vontaze Burfict, giocatore di football americano statunitense
- 24 settembre - Josef Divíšek, calciatore ceco
- 24 settembre - Izïa Higelin, cantante, musicista e attrice francese
- 24 settembre - Andrej Ljach, calciatore russo
- 24 settembre - Candide Pralong, fondista svizzero
- 24 settembre - Maria Selena, modella indonesiana
- 24 settembre - Alberto Zorzi, rugbista a 15 italiano
- 25 settembre - Guillermo Allison, calciatore messicano
- 25 settembre - Mao Asada, ex pattinatrice artistica su ghiaccio giapponese
- 25 settembre - Genevieve Behrent, canottiera neozelandese
- 25 settembre - Tajh Boyd, ex giocatore di football americano e allenatore di football americano statunitense
- 25 settembre - Edie Campbell, supermodella inglese
- 25 settembre - Sam Clucas, calciatore inglese
- 25 settembre - Jake Cohen, ex cestista statunitense
- 25 settembre - Ismael Debjani, mezzofondista belga
- 25 settembre - Lucian Filip, allenatore di calcio e ex calciatore rumeno
- 25 settembre - Reuben Gabriel, calciatore nigeriano
- 25 settembre - Raju Gaikwad, calciatore indiano
- 25 settembre - Michael Gardawski, calciatore tedesco
- 25 settembre - Shawn Glover, cestista statunitense
- 25 settembre - Shōri Hamada, judoka giapponese
- 25 settembre - Armando Heeb, calciatore liechtensteinese
- 25 settembre - Bajram Jashanica, calciatore kosovaro
- 25 settembre - Tonći Kukoč, calciatore croato
- 25 settembre - Ina Meschik, ex snowboarder austriaca
- 25 settembre - Enni Mälkönen, copilota di rally finlandese
- 25 settembre - Rafael Santos, giocatore di calcio a 5 brasiliano
- 25 settembre - Eneko Satrústegui, calciatore spagnolo
- 25 settembre - Stephanie Schneider, bobbista tedesca
- 25 settembre - Daria Strokous, modella russa
- 26 settembre - Lajos Bertus, calciatore ungherese
- 26 settembre - Roman Bezus, calciatore ucraino
- 26 settembre - Viktor Blom, giocatore di poker svedese
- 26 settembre - Filippo Carini, calciatore italiano
- 26 settembre - Serhij Dolhans'kyj, ex calciatore ucraino
- 26 settembre - Lonsana Doumbouya, calciatore francese
- 26 settembre - Mohamed Flissi, pugile algerino
- 26 settembre - Lorenzo Gallosti, pallavolista italiano
- 26 settembre - Giulia Gorlero, ex pallanuotista italiana
- 26 settembre - Richard Howell, cestista statunitense
- 26 settembre - Jesús Imaz, calciatore spagnolo
- 26 settembre - Claudio Imhof, ex pistard e ex ciclista su strada svizzero
- 26 settembre - Tereza Kmochová, sciatrice alpina ceca
- 26 settembre - Michael Matthews, ciclista su strada australiano
- 26 settembre - Adrien Petit, ciclista su strada francese
- 26 settembre - Ben Reynolds, ostacolista britannico
- 26 settembre - Hussein Shabani, calciatore burundese
- 26 settembre - Pascal Testroet, calciatore tedesco
- 27 settembre - Jean-Patrick Abouna, ex calciatore camerunese
- 27 settembre - Rodolph Niamien Amessan, calciatore ivoriano
- 27 settembre - André Felipe Ribeiro de Souza, ex calciatore brasiliano
- 27 settembre - Frédéric Bulot, ex calciatore gabonese
- 27 settembre - Manučechr Džalilov, calciatore tagiko
- 27 settembre - Michele Gazzara, ex ciclista su strada italiano
- 27 settembre - Pedro Henriques, hockeista su pista portoghese
- 27 settembre - Hugo Houle, ciclista su strada canadese
- 27 settembre - Seo Jung-hwa, sciatrice freestyle sudcoreana
- 27 settembre - José Kanté, ex calciatore spagnolo
- 27 settembre - Lola Kirke, attrice statunitense
- 27 settembre - Dainis Krištopāns, pallamanista lettone
- 27 settembre - Rie Kudan, scrittrice giapponese
- 27 settembre - Dion Lewis, giocatore di football americano statunitense
- 27 settembre - Mitski, cantautrice statunitense
- 27 settembre - Emi Nakajima, calciatrice giapponese
- 27 settembre - Filipe Ferreira, calciatore portoghese
- 27 settembre - Sandra Ringwald, ex fondista tedesca
- 27 settembre - Achirawich Saliwattana, cantante e attore televisivo thailandese
- 27 settembre - Stefan Schwab, calciatore austriaco
- 27 settembre - Thomas Spinell, ex hockeista su ghiaccio italiano
- 27 settembre - Atsumi Tanezaki, doppiatrice giapponese
- 27 settembre - Cyrille Thièry, ex pistard e ciclista su strada svizzero
- 27 settembre - Wang Jingyao, modella cinese
- 28 settembre - David Accam, ex calciatore ghanese
- 28 settembre - Evan Dunfee, marciatore canadese
- 28 settembre - Matthew Fahey, attore e produttore televisivo statunitense
- 28 settembre - Valeria Fodri, calciatrice italiana
- 28 settembre - Ibrahim Ghaleb, calciatore saudita
- 28 settembre - Maxim Hovanschi, calciatore moldavo
- 28 settembre - Mychal Kendricks, giocatore di football americano statunitense
- 28 settembre - Nadim Kobeissi, informatico e attivista libanese
- 28 settembre - Martins Licis, strongman lettone
- 28 settembre - Breno Lopes, calciatore brasiliano
- 28 settembre - Patrícia Teixeira Ribeiro, cestista brasiliana
- 28 settembre - Kirsten Prout, attrice canadese
- 28 settembre - Tom Siebenaler, calciatore lussemburghese
- 28 settembre - Lopeti Timani, rugbista a 15 australiano
- 28 settembre - Jasper Dolphin, attore e stuntman statunitense
- 28 settembre - Zhu Qianwei, nuotatrice cinese
- 29 settembre - Doug Brochu, attore statunitense
- 29 settembre - Wilson Carmo, calciatore portoghese
- 29 settembre - Chay, calciatore brasiliano
- 29 settembre - Gheorghe Grozav, calciatore rumeno
- 29 settembre - Sara Björk Gunnarsdóttir, calciatrice islandese
- 29 settembre - Paula Malia, attrice spagnola
- 29 settembre - Tommy Mason-Griffin, ex cestista statunitense
- 29 settembre - Jordan Schroeder, hockeista su ghiaccio statunitense
- 29 settembre - Jamar Taylor, giocatore di football americano statunitense
- 29 settembre - Ondřej Tunka, canoista ceco
- 29 settembre - Davaadorjiin Tömörkhüleg, judoka mongolo
- 30 settembre - Dominique Aegerter, pilota motociclistico svizzero
- 30 settembre - Alyssa Anderson, nuotatrice statunitense
- 30 settembre - Felipe Campanholi Martins, calciatore brasiliano
- 30 settembre - Maksim Dadašev, pugile russo († 2019)
- 30 settembre - Gracie Glam, attrice pornografica statunitense
- 30 settembre - Will Gregorak, ex sciatore alpino statunitense
- 30 settembre - Courtney Hurley, schermitrice statunitense
- 30 settembre - Miks Indrašis, hockeista su ghiaccio lettone
- 30 settembre - Kim Seung-gyu, calciatore sudcoreano
- 30 settembre - Osama Malik, calciatore australiano
- 30 settembre - Caren Pistorius, attrice sudafricana
- 30 settembre - Matt Scott, rugbista a 15 britannico
- 30 settembre - Swerve Strickland, wrestler statunitense
- 30 settembre - Syed Rashed Turzo, calciatore bangladese
- 30 settembre - Zhang Bo, ex cestista cinese